# Rok Ažnoh
Rok Ažnoh (* 9. September 2002) ist ein slowenischer Skirennläufer. Er startet als Allrounder in allen Disziplinen.

## Karriere
Ažnoh stammt aus Kotlje, einem Ortsteil der Gemeinde Ravne na Koroškem. Er gab sein internationales Renndebüt am 12. November 2018 bei einem FIS-Riesenslalom in Solda. Sein erstes internationales Großereignis bestritt er im Februar 2019, als er an den Juniorenweltmeisterschaften in Val di Fassa teilnahm. Einen ersten größeren Erfolg feierte Ažnoh ein Jahr später, als er bei den Olympischen Jugend-Winterspielen in Lausanne im Super-G die Silbermedaille gewann. Es war diese die erste Medaille für einen slowenischen Skifahrer bei Olympischen Jugend-Winterspielen und erst die zweite bei Olympischen Wettkämpfen. Lediglich Jure Košir hatte zuvor (1994 im Slalom) eine Medaille gewonnen. Ažnoh konnte diesen Erfolg jedoch vorerst nicht wiederholen. Bei den darauffolgenden Juniorenweltmeisterschaften in Narvik erreichte er als beste Platzierung lediglich Rang 20 in der Abfahrt. 
2021 nahm Ažnoh erstmals an Weltmeisterschaften teil. Bei den Wettkämpfen in Cortina d’Ampezzo belegte er mit der Mannschaft Platz 11, im Riesenslalom konnte er sich nicht für den Hauptbewerb qualifizieren. Im weiteren Verlauf des Jahres, am 14. November, gab Ažnoh beim Parallelrennen von Lech/Zürs sein Weltcupdebüt.
Bei den Juniorenweltmeisterschaften 2023 in St. Anton wurde er als dritter Slowene nach Rok Perko und Boštjan Kline Juniorenweltmeister. Er gewann die Goldmedaille in der Abfahrt vor dem Franzosen Alban Elezi Cannaferina und dem Schweizer Livio Hiltbrand.

## Erfolge

### Weltmeisterschaften
- Cortina d’Ampezzo 2021: 11. Mannschaftswettbewerb, DNQ Riesenslalom
- Courchevel/Méribel 2023: 25. Super-G, DNF Alpine Kombination
- Saalbach-Hinterglemm 2025: 31. Super-G, 35. Abfahrt

### Juniorenweltmeisterschaften
- Val di Fassa 2019: 42. Super-G, 48. Alpine Kombination, 52. Abfahrt, DNF Riesenslalom
- Narvik 2020: 20. Abfahrt, 27. Super-G
- Bansko 2021: 7. Super-G, 14. Riesenslalom, 25. Slalom
- Panorama 2022: 7. Super-G, DNF Abfahrt, DNF Riesenslalom, DNF Slalom
- St. Anton 2023: 1. Abfahrt, 25. Riesenslalom, DNF Super-G

### Europacup
- 3 Platzierungen unter den besten 10

### South American Cup
- 2 Platzierungen unter den besten 5

### Olympische Jugend-Winterspiele
- Lausanne 2020: 2. Super-G, 9. Mannschaft, DNF Riesenslalom, DNF Slalom, DNF Alpine Kombination

### Europäisches Olympisches Winter-Jugendfestival
- Sarajevo 2019: 24. Riesenslalom, DNF Slalom